# Confesiones verdaderas
Confesiones verdaderas (en inglés, True Confessions) es un drama policíaco estadounidense de 1981 dirigido por Ulu Grosbard y protagonizado por Robert De Niro y Robert Duvall en los papeles principales. Producido por Chartoff-Winkler Productions, es una adaptación de la novela homónima de John Gregory Dunne, inspirado en el asesinado de la Dalia negra de 1947. 

## Argumento
En 1948, Monseñor Desmond Spellacy es un joven y ambicioso prelado católico de la archidiòcesis de Los Ángeles. Su hermano mayor Tom es detective de homicidios del Departamento de Policía de Los Ángeles. Desmond se relaciona con el magnate de la construcción Jack Amsterdam, un católico que utiliza sus lazos con el monseñor para su beneficio de la congregación, pero principalmente para el suyo.
Un día en Los Ángeles, se encuentra una joven brutalmente asesinada y su cuerpo cortado en dos en un solar. Tom Spellacy y su compañero, Frank Crotty, son los responsables del caso. Su mujer, Lois Fazenda, es etiquetada por la prensa local como "la virgen vagabunda" porque parece ser católica y prostituta, convirtiéndose en un caso sensacionalista. Los detalles del caso que irá sacando a la luz Tom pondrá a prueba la relación con su hermano Des y éste con Jack Amsterdam.

## Reparto
- Robert De Niro como Monseñor Desmond Spellacy
- Robert Duvall como Detective Tom Spellacy
- Charles Durning como Jack Amsterdam
- Cyril Cusack como Cardenal Danaher
- Burgess Meredith como Monseñor Seamus Fargo
- Kenneth McMillan como Detective Frank Crotty
- Ed Flanders como Dan T. Campion
- Dan Hedaya como Howard Terkel
- Rose Gregorio como Brenda Samuels
- Jeanette Nolan como la señora Spellacy
- Missy Cleveland como Lois Fazenda
- Tom Hill como el señor Fazenda
- Gwen Van Dam como la señora Fazenda
- Jorge Cervera, Jr. como Eduardo Duarte
- Darwyn Carson como Lorna Keane
- Pat Corley como Sonny McDonough
- Richard Foronjy como Ambulance Driver
- James Hong como Coronel Wong
- Kirk Brennan como Acolyte Toomey

## Producción
El rodaje tuvo lugar alrededor de Los Ángeles en 1979, concretamente en  Echo Park,  Union Station y Alverno High School. La producción se sobrepasó de presupuesto, lo que obligó al compositor original Bill Conti a abandonar y a ser sustituido por Georges Delerue.

## Recepción

### Box office
El film se estrenó en cuatro cines, ganando 154,923 dólares en su primer fin de semana. Luego se expandió a 417 salas en su cuarto fin de semana de lanzamiento, ganando un millón y medio de dólares, y alcanzó su punto máximo en 458 salas en su sexto fin de semana, cuando ganó un millón más. It went on to gross $12.9 million at the box office.

### Acogida de la crítica
El crítico de The New York Times Vincent Canby declaró que la película era "un recordatorio de lo buenas que pueden ser las películas comerciales estadounidenses cuando las personas adecuadas se unen". 
Roger Ebert de  Chicago Sun-Times  le dio a la película 3 estrellas sobre 4. Escribió que si bien las actuaciones fueron buenas y algunas escenas individuales muy bien elaboradas, la película en su conjunto fue decepcionante: "las atenciones de los cineastas se concentraron tan ferozmente en momentos individuales que nadie se echó atrás para preguntar de qué se trataba la historia. Es frustrante sentarse a ver una película llena de pistas, pistas y motivaciones, solo para descubrir al final que los cineastas no se molestan en terminar la historia".
La película fue criticada por William F. Buckley, Jr., quien había elogiado la novela original. En su reseña de la película en National Review, Buckley supuestamente "lamentó la descripción de la película de un sacerdote como sospechoso de asesinato, y la ideologización de la religión más amplia en la cultura contemporánea". y "se quejó de que "el papel Robert De Niro es errático. Nunca es del todo convincente".

## Premios y distinciones
Festival Internacional de Cine de Venecia
| Año  | Categoría                      | Película                       | Resultado |
| ---- | ------------------------------ | ------------------------------ | --------- |
| 1981 | Premio Pasinetti - Mejor actor | Robert Duvall                  | Ganador   |
| 1981 | Golden Phoenix - Mejor actor   | Robert Duvall y Robert De Niro | Ganadores |